# Машековское кладбище
Машековское кладбище, также Мышаковское (бел Машэкаўскія могілкі) — ограниченно действующее кладбище в Могилёве, расположенное в исторической местности Машековка между Национальным спуском и склонами долин рек Дебри и Днепра. Рядом находится еврейское кладбище (после войны — гражданское). Площадь 5,4 га.

## История

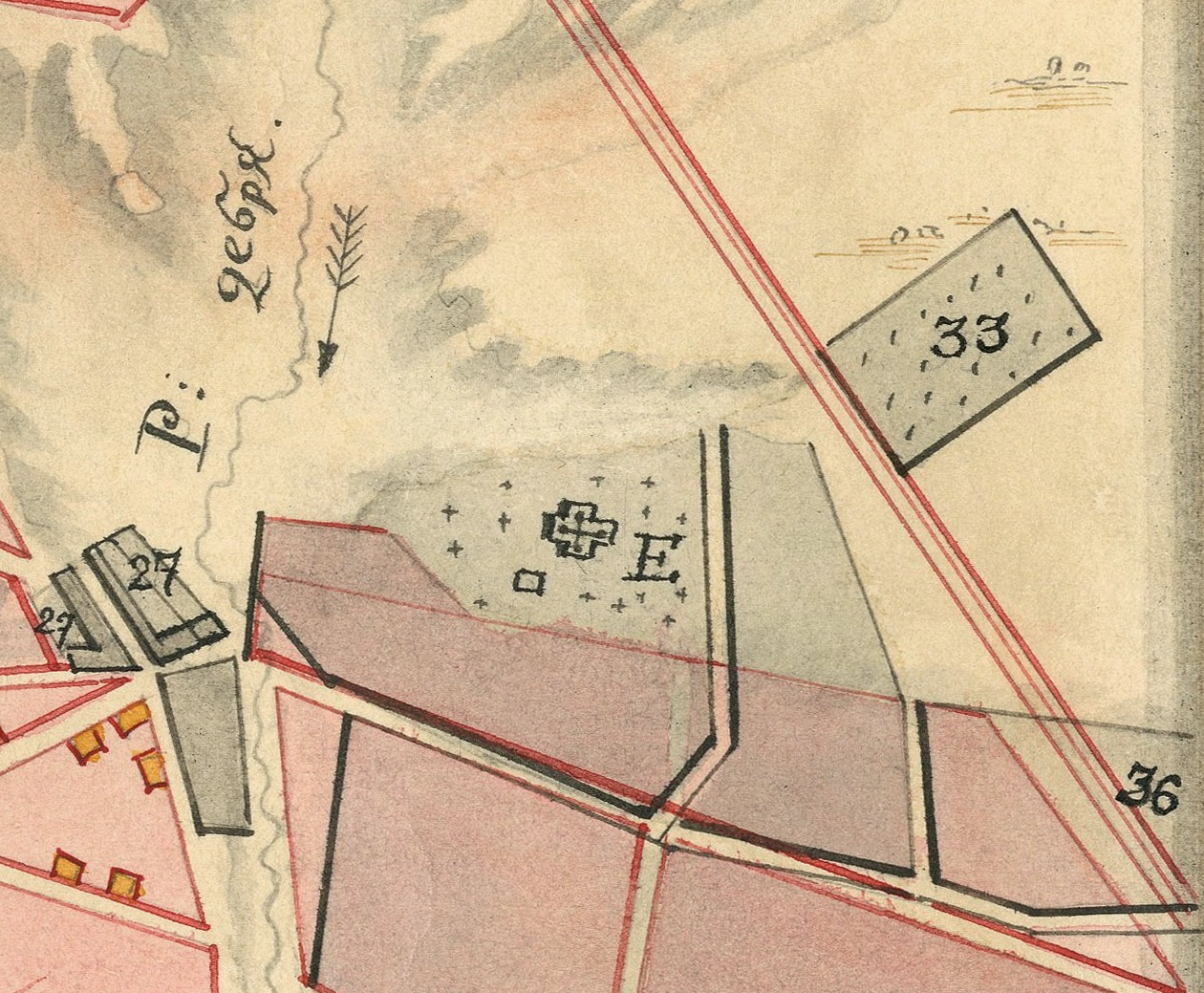
Машековское кладбище с церковью на плане города 1835 года.

Самые старые захоронения относятся к концу XVIII — началу XIX века. В 1724 году на православном кладбище была построена деревянная Иоанно-Предтеченская церковь-часовня, радением Кондрата Каролки, умершим в 1780 году и похороненным в ней .
В советское время церковь была закрыта. В 1941 году, после оккупации Могилёва, немцы открыли ряд христианских святынь, что позволило проводить там богослужения. В церкви на Машековском кладбище разрешили хоронить умерших. Во второй половине XX века здание было разрушено. На месте церкви появились современные захоронения, на её местонахождение указывают могилы священников и отсутствие деревьев. Кладбище было закрыто для захоронения в 1965 году.

## Захоронение
Одна из неопознанных могил представлена в виде каменного саркофага, высота которого 80 см, ширина 1,6 м. На камне, покрывающем саркофаг, читается фрагмент слова «кимваръ».
На территории кладбища 6 захоронений принадлежат семье могилёвского купца Филиппа Семёновича Копцелёва, датируемых с 1864 по 1903 год: Филипп Семёнович Капцелёв (1802—1864), Анна Копцелёва (1809—1891), городской голова Потапий Филипович Копцелёв (1826—1903), Софоний Филипович Копцелёв (1841—1891), Афанасий Филипович Копцелёв (1846—1880), Александра Семеновна Копцелёва (1853—1883). Некоторые из перечисленных погребений расположены на расстоянии 10 м друг от друга, что может свидетельствовать о том, что между ними могли располагаться могилы их родственников, уничтоженные более поздними захоронениями. Имеются захоронения представителей рода Гартынских, Грум-Гржимайло.
По некоторым данным, на Машековском кладбище сохранились надгробные скульптуры работы могилевского скульптора Петра Григорьевича Яцына .

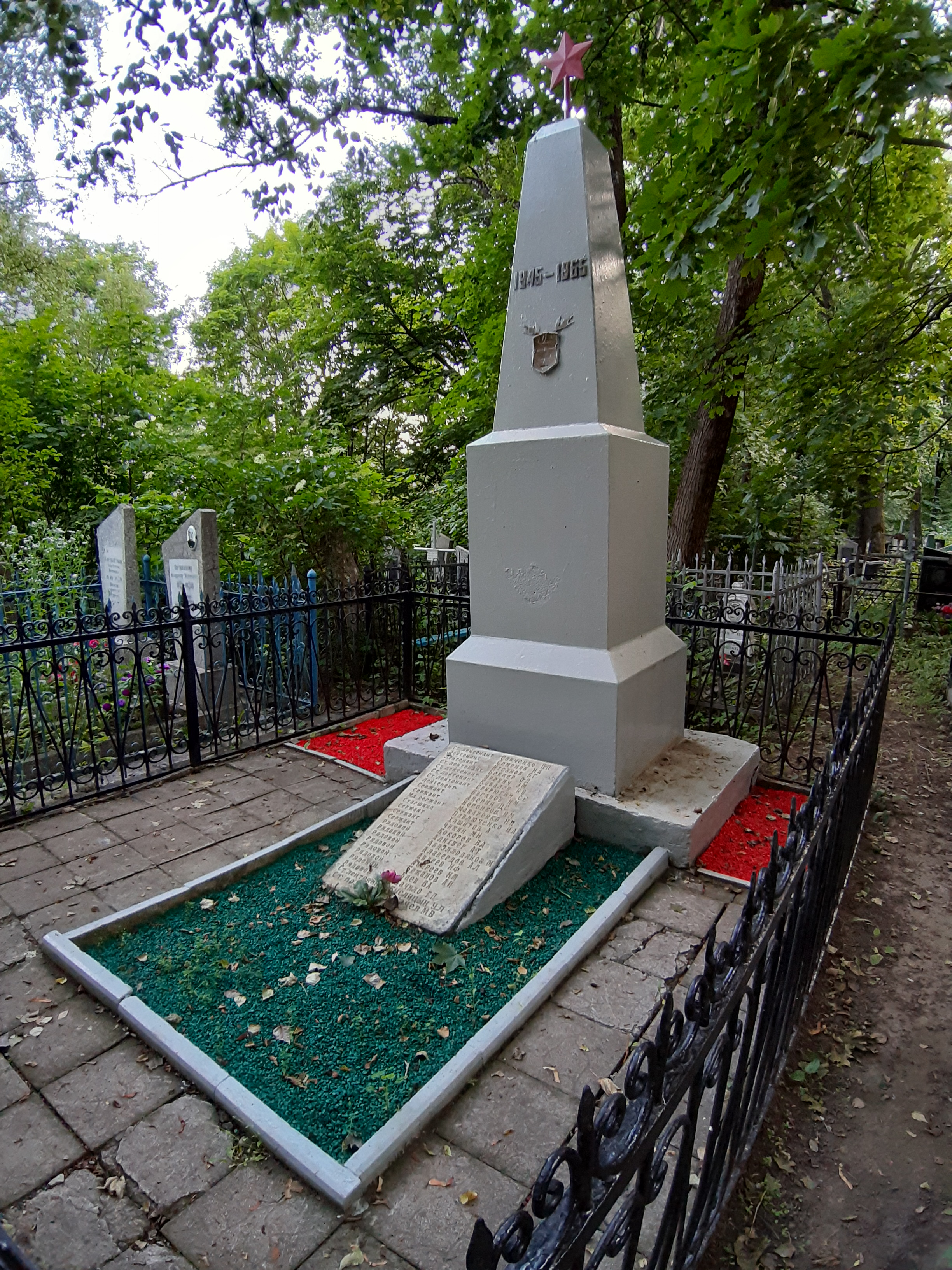
Обелиск на братской могиле

- Фёдор Яковлевич Акалито (1916—1966) — белорусский советский оперуполномоченный, полковник милиции, оперуполномоченный.
- Василий Александрович Авдеев (1966—1987) — советский солдат, участник Афганской войны .
- Сергей Степанович Бульчик (1909—1996) — белорусский и российский советский актёр. Народный артист БССР.
- Яков Иванович Заяц (1908—1973) — белорусский советский государственный деятель, один из организаторов и руководителей партизанского движения в Могилевской области.
- Андрей Иванович Кожевников (1849—1911) — ведущий статский советник, почётный гражданин Екатеринбурга.
- Федор Иванович Кожевников (1837—12 февраля 1891) — статский советник.
- Иван Дмитриевич Коломийченко (1914—1964) — подполковник, Герой Советского Союза.
- Королев Николай Филиппович (1906—1972) — генерал-майор, Герой Советского Союза.
- Владимир Георгиевич Кастриота-Скандербек (1820—1879) князь, композитором-любителем.
- Владимир Петрович Маковский (1868—1913), коллежский советник. Редактор газет «Могилевские губернские ведомости» и «Могилевский вестник».
- Маслаков Анатолий Васильевич (1925—1985) — белорусский партийный и государственный деятель, председатель Могилевского облисполкома.
- Оглаида Петровна Мержаевская из Завадовского (1799—1844), дочь графа Петра Васильевича Завадовского, государственного деятеля и фаворита императрицы Екатерины II, и Веры Николаевна Завадовская(Апраксина), фрейлина и одна из первых ее красавиц время; жена Федора Мержаевского (ум. 1851), предводителя дворянства Могилевской губернии.
- Павел Лукич Шаламицкий (1895—1970) — внештатный протоиерей.
- Кузьма Григорьевич Почтенный (1903—1955) был советским экономическим, государственным и политическим деятелем.
- Николай Степанович Шалыгин (1833), титулярный советник, и его сын — доктор медицины, тайный советник Константин Николаевич Шалыгин, умерший на острове Куба (1829—1902). Другая могила Константина Шалыгина находится на Воскресенском кладбище, рядом с могилой его матери.
- Василий Иванович Шмудянков (1921—1979) — режиссёр Могилёвского драматического театра.

В 2022 году на кладбище был перезахоронен прах русского поэта, лауреата Государственной премии СССР Игоря Ивановича Шкляревского (1938—2021)
На кладбище расположены три братские могилы советских воинов, в которых захоронены 49, 43 и 26 воинов, погибших в боях при обороне Могилева в июле 1941 г. и освобождении города от немецко-фашистских захватчиков в июне 1944 года.

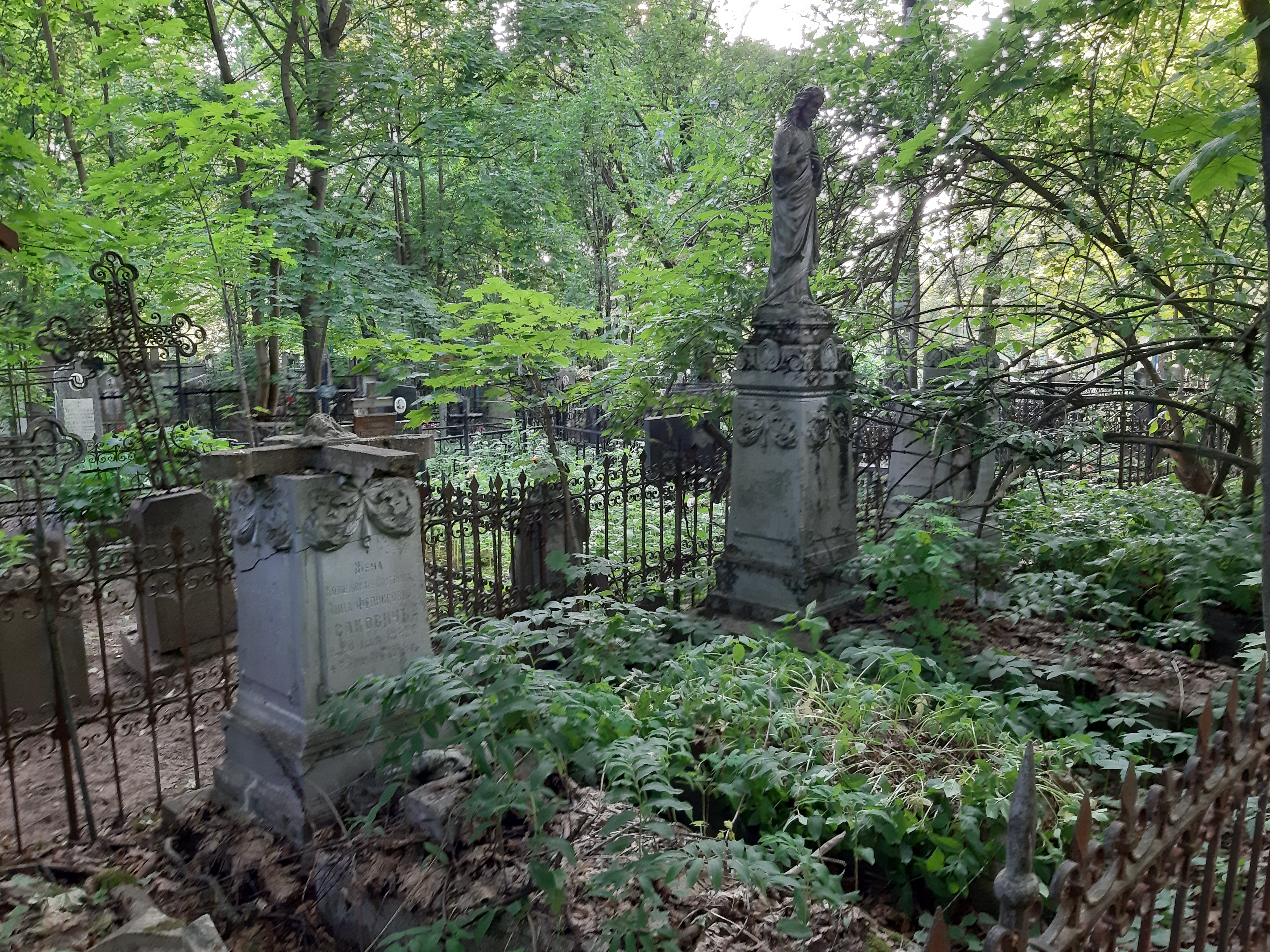
Захоронение семьи Саковичей
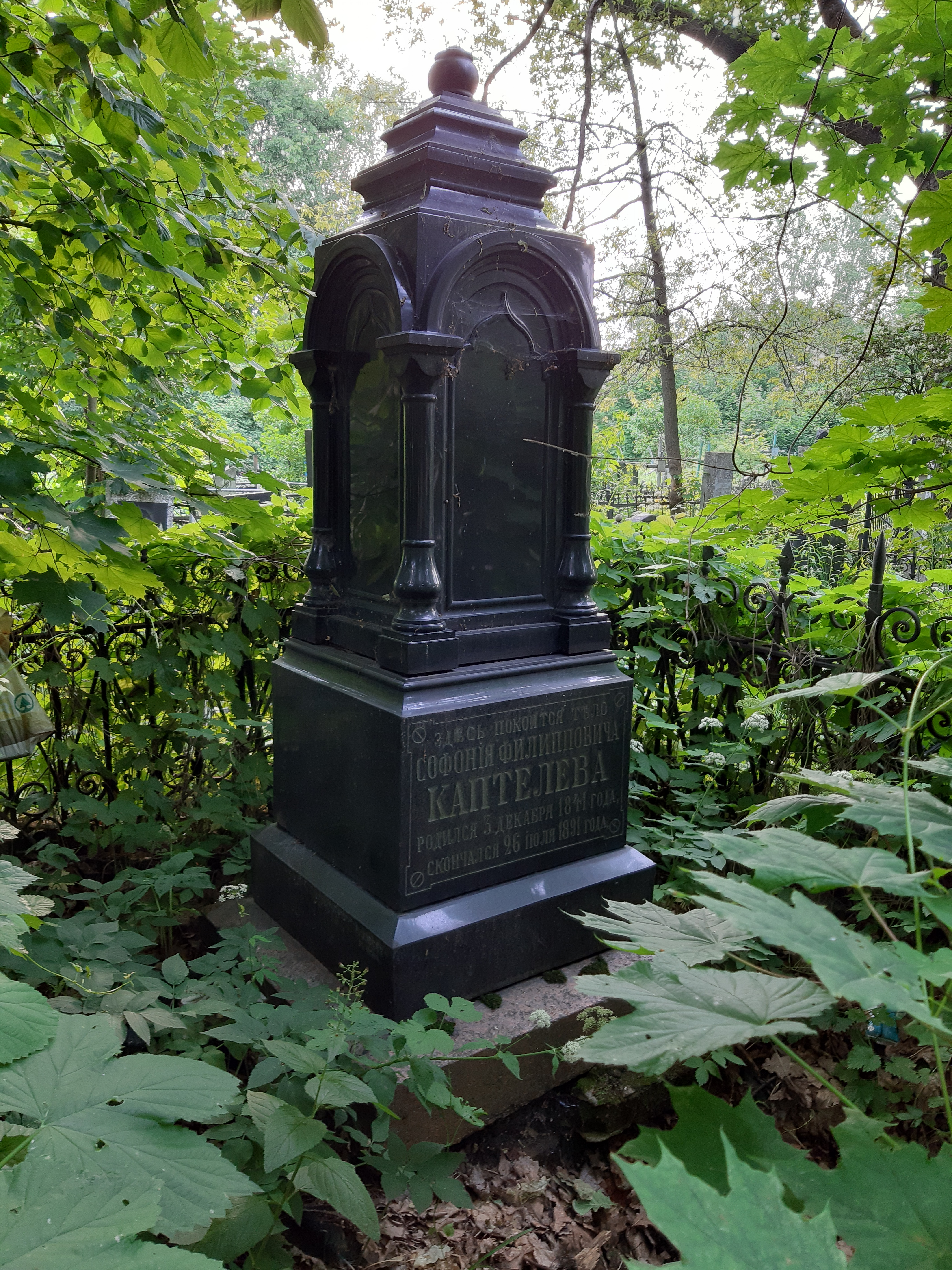
Могила купца Софрония Копцелёва
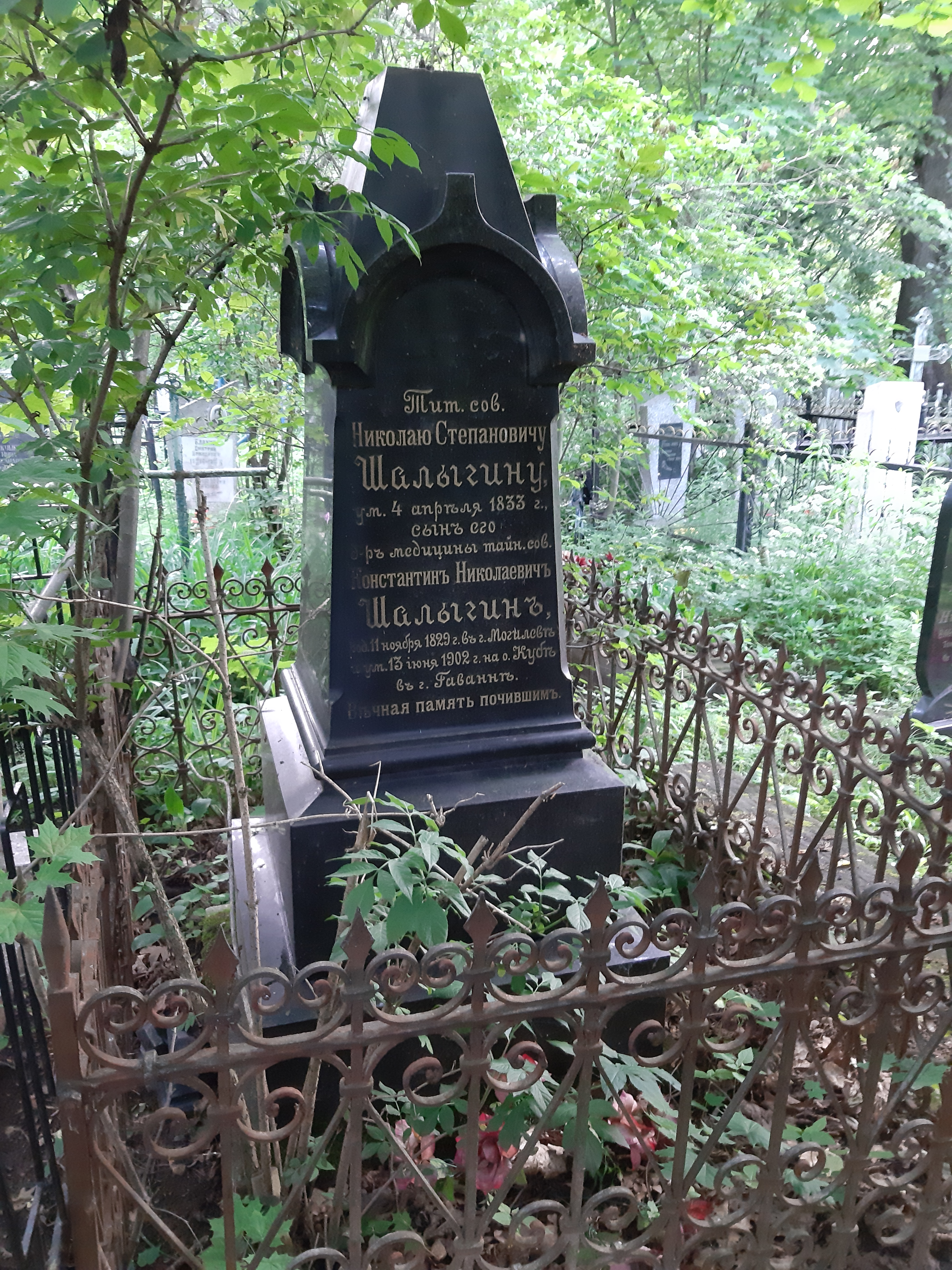
Могила Николая Степановича и Константина Николаевича Шалыгиных
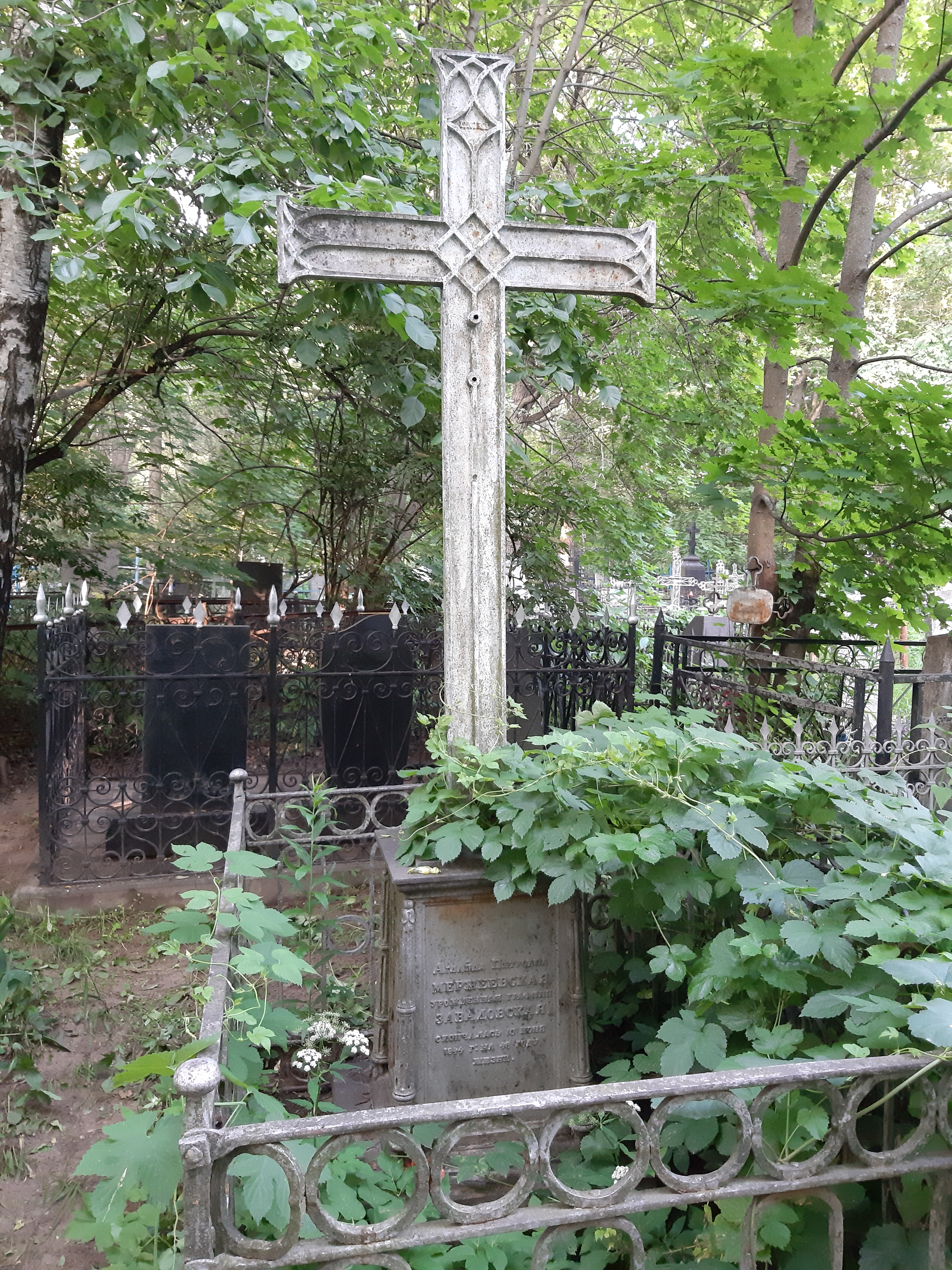
Могила Аглаиды Мержаевской
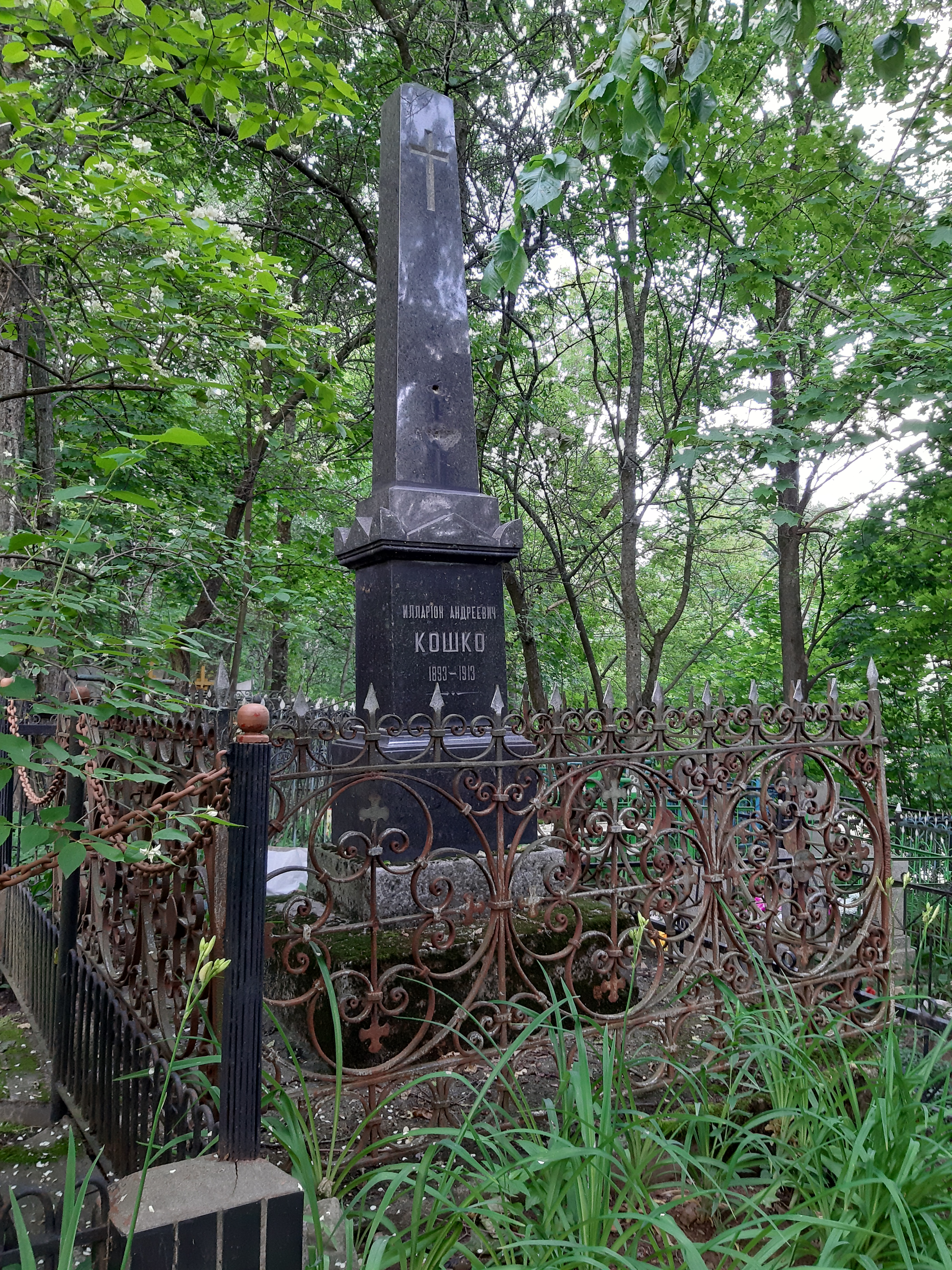
Могила Илариона Кашко
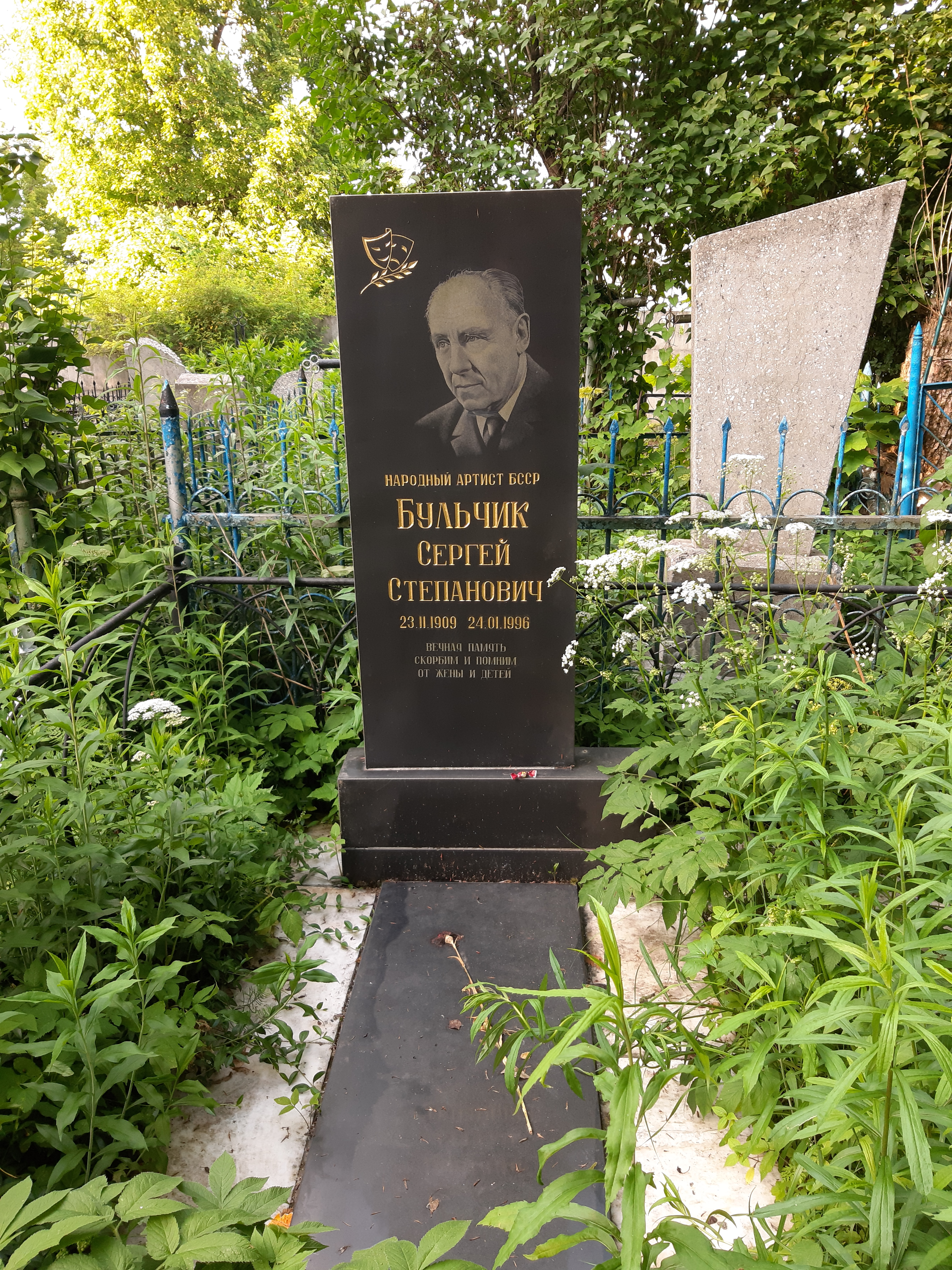
Могила Сергея Бульчика
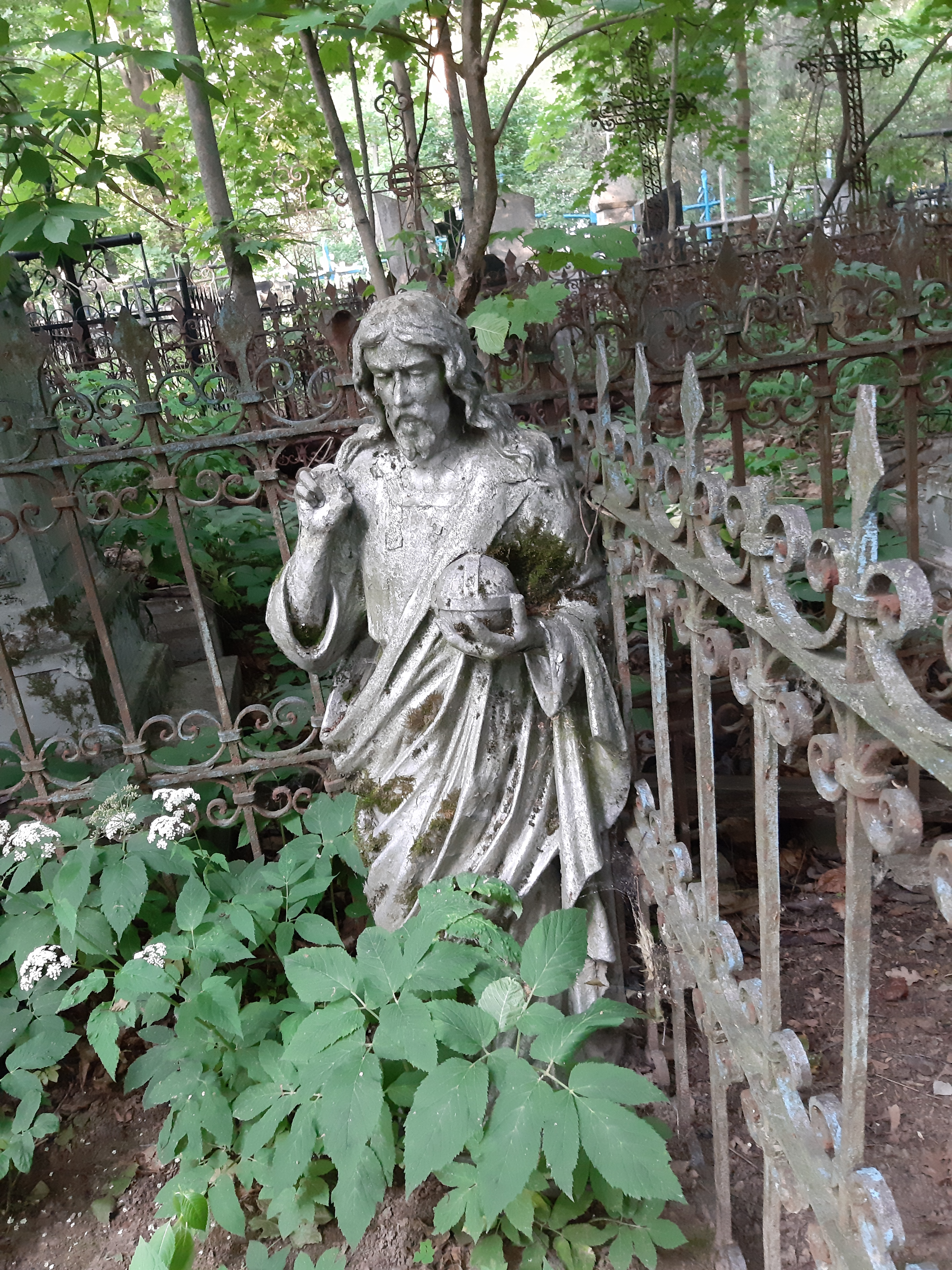
Скульптура Иисуса